# Szabó Zoltán (színművész, 1985)
Szabó Zoltán (Ajka, 1985. január 19. –) magyar színész.

## Életpályája
1985-ben született Ajkán. Itt végezte általános és középiskolai tanulmányait. A gimnázium mellett tagja volt a Komáromi Sándor vezette Forrás Színpadnak. 2003-2004 között a zalaegerszegi Hevesi Sándor Színház stúdiójában tanult. 2004-2007 között a Kaposvári Egyetem színművész szakán tanult. Ezután a Szputnyik Hajózási Társaságnál játszott, majd csatlakozott Pintér Béla társulatához.

## Fontosabb színházi szerepei
- A Sehova Kapuja
- Árva Csillag
- Fácántánc
- Szívszakadtig
- Jubileumi Beszélgetések
- Szutyok
- A Sütemények Királynője
- Vérvörös Törtfehér Méregzöld
- Marshal Fifty-Six
- Az Imádkozó